# سنت جان (داکوتای شمالی)
سنت جان(به انگلیسی: St. John) شهری در ایالت داکوتای شمالی کشور ایالات متحده آمریکا است که جمعیت آن در سرشماری سال ۲۰۱۰ میلادی، ۳۴۱ نفر بوده‌است.